# エレオノール・ドルブリューズ
エレオノール・ドルブリューズ（Eleonore d’Olbreuse, 1639年1月3日 - 1722年2月5日）は、リューネブルク侯ゲオルク・ヴィルヘルムの妃。イギリス王兼ハノーファー選帝侯ジョージ1世妃ゾフィー・ドロテアの母。

## 生涯
フランスのオルブリューズ城（現在のドゥー＝セーヴル県ニオール近郊）でオルブリューズの小領主アレクサンドル2世の娘として生まれた。一族はユグノーの下級貴族の家柄だった。1648年、ヘッセン＝カッセル方伯ヴィルヘルム5世の娘エミーリエがパリでトゥアール公アンリの息子アンリ・シャルルと結婚するとエミーリエの女官として仕えた。
1664年冬、エレオノールはオランダでゲオルク・ヴィルヘルムと出会い1665年に貴賤結婚、翌1666年に一人娘ゾフィー・ドロテアを儲けた。1674年にエレオノールは神聖ローマ皇帝レオポルト1世からヴィルヘルムスブルク伯爵位を叙爵、1676年に正式にゲオルク・ヴィルヘルムと結婚、ゾフィー・ドロテアも認知された。背景には愛妾となることを嫌がりゲオルク・ヴィルヘルムに結婚を迫ったエレオノールの意向があったという。またツェレでゲオルク・ヴィルヘルムが進めたフランスとイタリア音楽の導入・発展に関わりがあり、夫妻でイタリア滞在を重ねてヴェネツィア・オペラと関係を持ち、フランス音楽愛好家だったエレオノールの要望でゲオルク・ヴィルヘルムは1675年にツェレ城内部でオペラ劇場を作った（現在も使用されるオペラ劇場の中では最古）。
1682年、ゲオルク・ヴィルヘルムの弟カレンベルク侯（後にハノーファー選帝侯）エルンスト・アウグストと妃ゾフィーの息子ゲオルク・ルートヴィヒ（後のイギリス王兼ハノーファー選帝侯ジョージ1世）にゾフィー・ドロテアを嫁がせた。しかし夫婦仲は悪く、1694年にゲオルク・ルートヴィヒはゾフィー・ドロテアと離婚、アールデン城に幽閉した。エレオノールはゾフィー・ドロテアとの面会を許され娘の解放を願ったが、実現されなかった。
1722年、83歳の高齢でツェレ城で亡くなり、遺体はツェレの聖マリア教会に埋葬された。4年後の1726年にゾフィー・ドロテアも幽閉されたまま死去した。彼女が生んだ孫ゲオルク・アウグスト（後のジョージ2世）を通してハノーヴァー朝はゲオルク・ヴィルヘルムとエレオノールの血統も継いで存続した。